# 罠の戦争
『罠の戦争』（わなのせんそう）は、2023年1月16日から3月27日まで、カンテレ制作・フジテレビ系列の「月曜夜10時枠の連続ドラマ」枠にて放送されたテレビドラマ。主演は草彅剛。
草彅主演の「銭の戦争」「嘘の戦争」に続く「戦争シリーズ」第3弾。
草彅がジャニーズ事務所を退所してから初となる民放の連続ドラマ主演作。
息子を瀕死の重体に追いやった事件の犯人と、それを隠蔽しようとする国会議員への復讐に燃える議員秘書の姿を描く。
主要な登場人物の役名に動物の漢字が使われている。

## あらすじ
衆議院議員である犬飼孝介の第一秘書を務める鷲津亨は、20年前、路頭に迷っていた自分に手を差し伸べてくれた犬飼に恩義を感じ、以来、犬飼に尽くした。犬飼は、与党・民政党の議員として内閣府特命担当大臣にまで上り詰めた。しかし、失言により世論の強い反発を招き、幹事長の鶴巻憲一や厚生労働大臣の鴨井ゆう子、そして内閣総理大臣の竜崎始からも、どこか冷ややかな目で見られる。亨の友人である二世議員の鷹野聡史は、犬飼の息子で大臣秘書官である俊介が地元の建設会社から不正な金を受け取っていることを知った。
そんななか、大臣就任後初の政治資金パーティーが行われ、会場には鶴巻や竜崎も姿を現した。亨が、政策秘書の虻川勝次、私設秘書の蛍原梨恵らと招待客の対応に追われていると、妻の可南子から、中学生の息子・泰生が歩道橋から何者かに突き落とされ、意識不明の重体だと知らせが入り、物語が動き出す。

## キャスト

### 鷲津家
鷲津亨（わしづ とおる）〈45〉
演 - 草彅剛
本作の主人公。犬飼大臣の第一秘書。20年前、私生活でどん底に陥っていた時に手を差し伸べてくれた犬飼に恩義を感じ、彼のために身を粉にして誠心誠意尽くしてきた。しかし、泰生の歩道橋での負傷を事故で済ませるよう犬飼から迫られたことで彼を見限り、泰生を負傷させ、それを隠蔽しようした人物たちへの復讐を誓う。
驚異的な記憶力で、犬飼の支援者の詳細なプロフィールや最新の動向を全て把握している。しかし、蛯沢浩輝が陳情に来たことについては、当時犬飼が急病で倒れたこともあってか記憶しておらず、陳情を犬飼に通さず処理するという失態を犯してしまい、眞人に恨まれる要因となった。
犬飼の失脚後は、彼の地盤を継いで衆議院議員となり、権力の階段を駆け上がる。その過程で権力に捉われ人が変わってしまったかのようになるが、可南子や泰生から離縁を切り出されたことで正気に戻り、自身の衆院選挙での賄賂を告白し議員を辞職。同時に鶴巻や彼の不正を知りながら党内の権力掌握のため見逃す竜崎総理を潰すため、彼らのスキャンダルをSNSでライブ配信し暴露する。
可南子が衆議院議員に当選すると、制度上配偶者のままでは就任することが叶わなかった、彼女の政策秘書に就任する。
鷲津可南子（わしづ かなこ）
演 - 井川遥
亨の妻。亨が犬飼の「泰生の負傷を事故として処理しろ」という言葉に頭を下げたことに失望し、一度は離婚を切り出すが、逆に亨から「復讐のためには家族に危害が及ばないように離婚した方がいい」と言われたことで亨の本心を知り、彼を全力で支える決意をする。
かつて女性を支援するNPO法人で働いたころ、友人の夕実が自殺してしまい、そのころ犬飼の視察に同行する亨と出会い、彼と結婚したことで友人を助けることができなかった罪悪感から逃れていた。
亨が権力の階段を駆け上がり、囚われていく姿を見て困惑し離婚を切り出し、亨も鶴巻や竜崎と刺し違える覚悟を決めた上で了承する。
離婚後は旧姓の雛田に戻り、亨のいなくなった千葉15区の補欠選挙に出馬し、当選して衆議院議員となる。
鷲津泰生（わしづ たいき）
演 - 白鳥晴都
亨と可南子の息子。何者かに歩道橋から突き落とされ、瀕死の重傷を負う。
脳出血を起こしており、一命をとりとめたとしても植物状態になるか、意識を取り戻したとしても体に障害が残ると医師から診断されており、危機的状況に陥る。しかし、幸いなことに意識を取り戻し、自身を歩道橋から突き落としたのが鴨井文哉であることをはっきりと覚えていた。
権力や永田町の論理に囚われた父の姿を見て幻滅し、「かっこ悪い」と吐き捨てる。しかしその後、虐めからある生徒を庇う様子を陰ながら目撃した事が、亨が正気に戻るきっかけとなった。

### 犬飼大臣とその関係者
蛯沢眞人（えびさわ まさと）
演 - 杉野遥亮
議員秘書見習い。植物学を専攻していた大学院生で、植物のことを語りだすと止まらなくなる青年。
政治資金パーティーでの様子から犬飼に恨みを抱いていると亨に看破されており、亨が犬飼への復讐計画を明かすと、救済されず亡くなった兄の復讐のため犬飼に近づいたと打ち明け、亨の復讐計画に協力し、亨が衆院選に当選後、彼の私設秘書となる。しかし、亨が兄の陳情を放置したことを知り、権力に取りつかれ鶴巻たちと変わらない政治家に変質したため、水増し請求で裏金を作っていることをリークする怪文書を永田町にばらまく。怪文章をばらまいていたことが亨に知れると秘書を解雇されると、千葉県警に衆院選挙の際に市議に賄賂を渡していたと告発する。
亨が権力に捉われたふりをして鶴巻や竜崎のスキャンダルを暴露したことを知ると彼を陥れようとしたことを反省し、亨に代わり千葉15区で衆議院議員に当選した可南子の秘書の面接を受けに現れる。
蛍原梨恵（ほとはら りえ）
演 - 小野花梨
私設秘書。10月25日生まれ。高圧的な先輩秘書・虻川のパワハラ、セクハラに悩んでいた。亨の復讐計画を明かされ、蛯沢と共に彼に協力する。
亨が衆院選に当選後、彼の第二秘書に就任する。
亨が議員辞職すると、補欠選挙で当選した可南子の秘書に就任する。
貝沼永太（かいぬま えいた）
演 - 坂口涼太郎
第二秘書。事務所内では虻川派であったが、虻川が解雇されると亨に歩み寄りをかける。
亨が千葉15区からの出馬が決まると政策秘書の要請を受け、亨が衆院選に当選後、政策秘書に就任する。
亨の選挙出馬の際の票の取りまとめや裏金作りなど、汚れ役を一手に引き受けている。しかし、亨が鶴巻潰しに奔走して議員活動をおろそかにしていることに対して不信感を持つようになる。
亨が議員辞職すると、鷹野の秘書に就任する。鷹野の秘書になってからは、髪型をマッシュルームカットから中分けに変えた。
犬飼俊介（いぬかい しゅんすけ）
演 - 玉城裕規
犬飼大臣の息子。大臣秘書官。父の後継者となり、地盤を受け継ぐつもりで秘書を務めるが、仕事をしない。
地元の建設会社から賄賂を受け取ったスキャンダルを記者の熊谷に嗅ぎつけられている。
マナーが悪く、注意されると逆切れして暴力をふるい、その度に示談金を払うことを繰り返していたことから、蛍原たちが被害女性を見つけ出し、説得して被害届を提出させたため警察に拘束される。
父が倒れてからは亨と可南子をデマで非難する動画をネットに流し、亨の政界進出を阻もうとしたが、かえって鶴巻に見放される。
虻川勝次（あぶかわ かつじ）
演 - 田口浩正
政策秘書。犬飼大臣の言いなり。典型的なパワハラ気質で、同僚の蛍原にパワハラやセクハラを働く、人として問題のある人物。
亨の策略で蛍原へのパワハラを鴨井大臣が知ることとなり熊谷に記事にされ、更に泰生の転落事故の隠ぺいに動いていたように仕立てられ、スキャンダルを嫌う犬飼から心身に問題を生じ休職中と発表され追い込まれる。
事務所の金庫番で、金の流れを記した手書きの裏帳簿の隠し場所を亨に探し当てられ、管理不行きで犬飼の逆鱗に触れ解雇される。
後に鶴巻の私設秘書に雇用され、犬飼事務所の当時から行われていた水増し請求による裏金作りが亨の事務所でも行われていることを週刊誌に暴露する。
牛尾光司
演 - 矢柴俊博
専属運転手。泰生の事件を隠ぺいすることで「大きな貸しができる」と犬飼が誰かと通話するのを目撃したと亨に明かすが、その様子を犬飼に目撃されており、薬学部に進学した息子の学費の話を持ち出され、犬飼の通話内容を亨に明かしたと口を割ってしまう。
犬飼孝介（いぬかい こうすけ）
演 - 本田博太郎
鶴巻派の内閣府特命担当大臣。千葉15区選出。面倒な事は秘書に丸投げし、成功は自分の手柄、失敗は秘書のせいと考える。
「根は温かい人」と思われていたが、何者かの指示で泰生の負傷を事故で処理するよう、脅しや土下座を織り交ぜ亨に強要する。
虻川の裏帳簿から猿渡との受託収賄スキャンダルを亨に突き止められ、検察に密告され失脚し、心労で心筋梗塞を発症し倒れる。
20年前に亨を助けたのは「利用できて、いつでも捨てることができる人材」との判断からだったと、亨に明かす。
議員引退後は地元の千葉で農業に従事する。

### 民政党
政権与党。
竜崎始（りゅうざき はじめ）
演 - 高橋克典
総理大臣。自信家で、鶴巻の力で総理になったとは思わず、目障りな鶴巻の党内での影響力の低下を狙い、鶴巻に復讐を誓う亨の動きを利用する。
鶴巻が泰生の突き落とし事件の隠蔽に関与した責任で幹事長の職を解かないことで貸しを作ると、亨にこれ以上事件の隠蔽を追求しないようにと告げる。
亨を利用して鶴巻を追い出し、党内の権力を掌握したことから不要になった亨を選挙違反の疑惑で蹴落とそうとするが、亨に過去に愛人関係のトラブルで反社会勢力の力を借りてもみ消していたことをSNSのライブ配信で暴露され、総理を辞職することになる。
猫田正和（ねこた まさかず）
演 - 飯田基祐
竜崎総理の政務秘書官。亨が千葉15区から出馬すると、党の対立候補ながら竜崎と関係の深いジャーナリストの有馬を裏で支援する。亨にそのことを突き止められるが、有馬は個人的に応援して竜崎は無関係と白を切る。
鴨井ゆう子（かもい ゆうこ）
演 - 片平なぎさ
厚生労働大臣。鶴巻派の女性議員。初の女性総理大臣を狙う。長野7区選出。当選8回。差別やハラスメントは絶対に許さない。
良妻賢母であることを求める夫とは価値観が合わず離婚し、シングルマザーとして誹謗中傷に耐えながら息子・文哉を育てた。
泰生が負傷した10月4日に、鶴巻幹事長と幹事長室で密会していた。
亨に息子の文哉が泰生を突き落とした犯人であることを突き止められ、息子を庇い立てしたことを糾弾されるが、女性初の総理となる道を選び、息子は別人格なので訴えてもかまわないと告げる。彼女の言葉から亨は熊谷に文哉が泰生を突き落とした犯人である記事の掲載を依頼するが、鶴巻の圧力で記事を握り潰される。
しかし、自身が息子を庇い立てしたことを反省し、記者会見を開き、息子・文哉が泰生を突き落とした犯人であると公表。厚労大臣の辞任ならびに議員辞職を表明した。
議員辞職後は地域でボランティア活動をしている。しかし、「世の中を変えるには力が必要」と、政界復帰のチャンスをうかがっており、可奈子の千葉15区からの出馬を後押しする。
鷹野聡史（たかの さとし）
演 - 小澤征悦
鶴巻派の世襲議員。党副幹事長。亨とは父の秘書を務めていた時からの旧知の仲で、亨から「先生」と呼ばれることを嫌がる。
警察組織との独自のパイプを持ち、泰生の負傷事件に関する捜査情報を亨のため探りを入れる。
犬飼の失脚後、亨を彼の後任候補として鶴巻幹事長に推薦するが、後に亨が鶴巻に反旗を翻したことで亨を潰すよう、鶴巻から命令される。しかし、派閥政治の解消を目標として政治活動をしており、その権化である鶴巻を失脚させようと彼に従うふりをして亨に情報提供し、協力する。
一身上の都合で引退する鳩斑厚生労働副大臣の後任に就任するため、亨が鶴巻を潰すのに九州新空港の汚職の情報を入手したと、亨が増長していると考えるようになった竜崎にリークしたと疑われる。
独身の女性好きで、誰彼かまわず声をかける癖がある。昔旦那のいた女性にも声をかけていたのをスキャンダルとして亨に暴露されそうになるが、竜崎総理の不正を暴露する過程で、彼を信用させるための狂言であった。
竜崎の総理辞任後は、党遊説局長に就任する。
鶴巻憲一（つるまき けんいち）
演 - 岸部一徳
党幹事長。鶴巻派のトップ。政界を裏から牛耳る黒幕。九州出身。泰生の負傷事件を隠ぺいするよう指示を出した張本人。
隔週月曜の18時からは予定を入れず、どこかに向かっており、亨が弱みを探るため蛍原と貝沼に尾行させるが、察知して追跡をかわす。
月2回、自邸で虎川医師の診察を受けており、体調不安のスキャンダルを掴まれないよう警戒していたことが熊谷の尾行で明らかとなる。
自身の派閥から鴨井を初の女性総理に送り出することを目論み、彼女の息子・文哉が亨の息子・泰生を歩道橋から突き落としたスキャンダルの隠ぺいに暗躍する。
竜崎首相から泰生の突き落とし事件に関与した石亀秘書の責任を取るのに幹事長を辞するよう提案された話を亨にオフレコと称しマスコミに暴露され、マスコミからの追及に遭うと、記者たちの面前で体調を崩し倒れてしまい、体調不安が露呈し幹事長の職を明け渡すことになる。
亨が増長していると考えるようになった竜崎から九州新空港の工事で不正な裏金をプールしていた情報を掴まれたとタレこまれたのを機に、先手を打って体調不良を理由に政界引退を発表。その影響力を残したまま政界を去る。
小鳩莉子
演 - 新原ミナミ
鴨井の秘書官。
石亀正弘
演 - 村本明久
鶴巻の秘書。泰生の突き落とし事件の隠蔽を、自分の知らないところで指示したと鶴巻に罪を擦り付けられる。
鳥居陽（とりい よう）
演 - 君島光輝（第2話 - ）
鷹野の秘書。

### その他
熊谷由貴（くまがい ゆき）
演 - 宮澤エマ
悠談社「週刊新時代」の記者。亨から接触を図られ、息子を負傷させた犯人への復讐に協力することになる。
元「東央新聞」の記者で、当時国土交通大臣だった鶴巻の醜聞を追うも圧力をかけられ、情報整理室へ異動させられた過去を持つ。
かつて追いかけていた鶴巻の関わる九州新空港に絡んだ裏金作りの情報を亨の事務所に提出する。
権力に囚われ自身の醜聞を握りつぶすようになった亨と袖を分かつが、亨が鶴巻や竜崎総理と刺し違える覚悟を決めると、彼らの醜聞をSNSでライブ配信することに協力する。
小鹿（こしか）
演 - 水川かたまり（空気階段）
衆議院議員会館の事務員。議員事務所の設備管理で頻繁に出入りしており、「こじか」と苗字を誤読されるたびに「こしかです」と訂正する。
亨からの依頼で鶴巻と竜崎のスキャンダルをSNSでライブ配信するためのカメラを事務所に設置する。
蝶野春香
演 - 結城モエ（第6話 - ）
女性支援のNPO法人「ウィメンズネット東京」の代表。

### ゲスト

#### 第1話
ジェンダー活動家
演 - 中野周平（蛙亭）
犬飼の大臣就任記念パーティーに紛れ、「子を産むのが女性の仕事」と失言した犬飼にコップの酒を浴びせようとするが、亨に遮られる。
猿岡充
演 - 後藤公太（第2話 - 第4話）
猿岡建設の2代目社長。犬飼の息子・俊介に300万円の賄賂を渡していたが、虻川と貝沼により亨がその金を受け取っていたように仕立てられ、亨を脅す材料にされる。
ダミー会社「SU企画」を介して犬飼に5千万円を闇献金しており、その見返りに国立大学の改修工事の仕事にありついていた。
政治資金パーティーのホテルマン
演 - 村田大斗
看護師
演 - あいだあい
東部総合病院の看護師。泰生の緊急手術のオペ看。
刑事
演 - 中田敦夫、長島竜也
病院を訪れ、泰生の負傷事案を事故・事件の両方から捜査すると亨と可南子に報告する。
定食屋の店員
演 - 鈴木奈津子 （第3話）
「さかえ屋」のおばちゃん。亨たちにすき焼き定食を給仕する。

#### 第2話
医師
演 - 日下部千太郎
泰生の主治医。泰生がこのままずっと意識不明のままでいる可能性があると、可南子に告げる。
蟹江
演 - 田口主将
千葉の農家。虻川の代わりにネギの収穫を手伝った蛯沢に、自宅の小屋を犬飼事務所の倉庫代わりに虻川に貸していると教える。
自転車店の店主
演 - 小多田直樹
泰生が転落した歩道橋近くの自転車店「TAKADA CYCLE」の店主。若い女性が泰生が押し倒されたのを目撃し、警察に証言していたと教えるが、その女性が誰かは分からないと亨に告げる。
蛯沢浩輝
演 - 森田甘路（第4話）
蛯沢の兄。経営する会社「なのはな運送」への融資先の紹介を犬飼に陳情し、善処すると返事をもらうが動いてもらえず、過労死する。
死後、犬飼の事務所から選挙パーティーの招待状が届き、蛯沢はデリカシーのなさに犬飼への復讐を決意するが、後に犬飼への陳情を託けられたのは亨で、陳情時に犬飼が倒れた情報に気を取られ、兄の陳情を報告していなかったことが判明する。
BBQの参加女性
演 - 須永千重
犬飼の地元・千葉の農協主催のBBQに参加した女性。ワイドショーで失言したのを見たが、犬飼先生は頼りになると本人に話す。
BBQの参加男性
演 - 芝崎昇
上記のBBQに参加した農協関係者。個人からの陳情に対応するのは大変だろうと犬飼に質問すると、善処すると言えば勝手に信じてくれ、対応できなくても責任はないと彼は答える。
通行人
演 -
亨に嵌められイラついていた虻川と夜道でぶつかり口論となるが、虻川から暴行を受け、警察に通報するよう助けを求める。
実は蛯沢の友人で、虻川を暴行容疑で逮捕させるための協力者であった。
刑事
演 - 小沼朝生
上記の暴行事件で虻川が連行された城南警察署の刑事。
バスに乗車する高齢女性
演 - 塚田美津代（第1話・第3話・第4話・第8話）
歩道橋で転落する直前の泰生と同じバスに乗車していた高齢女性。泰生が黒いフードを被った男に席を譲るように声をかけ、バスの座席に座ることができたが、その後、下車した泰生を追い、黒いフードを被った男も下車した様子を目撃している。

#### 第3話
鮫島
演 - 罍陽子
内閣府職員。名ばかりの大臣秘書官の俊介に呆れ、資料に目を通してくれる亨が政策秘書に就任したことを喜ぶ。
サーファー
演 - 吉田興平
西ヶ浜海岸のサーファー。眞人に俊介の写真を見せられるが、知らないと答える。
サーファー
演 - 飯作雄太郎
西ヶ浜海岸のサーファー。海岸でのマナーの悪さを注意され俊介が逆切れして暴力をふるい、海岸を出入り禁止になったと蛍原たちに証言する。
亨の母
演 - 深沢エミ
夫が犬飼の会社で過労死したことで、亨をひとりで育て上げたシングルマザー。20年前、亨が失業中に病に倒れ、入院費に事欠いていたが、夫が犬飼の父を世話した関係で、彼から入院費を援助してもらった。
マユ
演 - 大谷凜香
俊介から上野駅でナンパされるが、それを断ったことで突き飛ばされた女性。俊介の弱みを探る蛍原たちに探し当てられ、警察へ被害届を出そうと蛯沢から促されるが、100万円の示談金を俊介から提示されたため、金にならないので被害届は出さないと答える。しかし、蛍原から俊介が暴力をふるい続ける負の連鎖を断ち切ることを説得され、警察に被害届を提出する。
刑事
演 - 植田倖瑛
マユを上野駅で突き飛ばした被害届の件で、俊介の事情聴取に現れた刑事。
バス運転手
演 - 中野マサアキ
泰生が事件直前に乗車していたバスの運転手。泰生を追った黒いフードを被った男の顔は監視カメラに映っていなかったと可南子に答える。

#### 第4話
鰐淵益男
演 - 六平直政（第5話）
地元の有力者で犬飼の後援会長。鰐淵水産の社長。泰生の転落事件で同情を集めていると俊介に吹き込まれ、犬飼や俊介を差し置き選挙に出馬する亨を、後援会も県連も支持しないと突き放す。正体不明の男から金を受け取っていたことから、泰生の転落事故隠蔽に関与し、謝礼をもらっていた疑惑が持ち上がるが、経営する水産会社の資金繰りが悪く、金を借用していたことが判明する。
徘徊して行方不明になった母のことを親身になって探してくれた亨から、息子の事件を隠蔽する永田町の大きな権力に抗う力を貸して欲しいと頼まれ、「後戻りは出来ないぞ」と忠告した上、資金力はないが人脈を使い応援すると、力を貸すことを約束する。
鰐淵美恵子
演 - 滝沢涼子
鰐淵の妻。夫から市のサービスに頼らず義母のかよを介護するよう言いつけられ、限界を感じていたところ、可南子が訪問したことでかよに市の介護サービスを受けさせるようになる。
鰐淵かよ
演 - 白川和子
鰐淵の母。認知症で徘徊癖があり、制止しようとする義娘の美恵子に暴力をふるうこともあったが、可南子の訪問により、市の介護サービスに預けられる。
美恵子が夫とケンカして不在時に徘徊して行方不明になり、川に入水していたところを亨に発見され、無事保護される。
居酒屋の店主
演 - 山口岳彦（瞬間メタル）
鰐淵水産の近所にある居酒屋の店主。以前はよく店を利用してくれたが、最近はほとんど来店しなくなったと鰐淵の身辺調査をする蛯沢に教える。
男性
演 - 藤本タケ
鰐淵に車の中でカネを渡す正体不明の男。後に鰐淵が水産会社の運転資金を借用した人物と判明する。
アナウンサー
演 - 田﨑さくら
衆議院が解散し総選挙へ向かうことを伝える『JNT NEWS』の中継アナ。

#### 第5話
有馬保奈美〈45〉
演 - 真田麻好美
人気フリージャーナリスト。前政権を退陣に追い込んだ現・竜崎内閣誕生の立役者。千葉15区より出馬し亨の対立候補となる。無所属での出馬であるが、竜崎がバックについていることは明らかで、後に竜崎の秘書である猫田に選挙応援の裏工作を依頼していたことが判明する。
カメラマン
演 - 中川ひろあき
民政党の公認證を持った鷲津と竜崎総理との2ショット写真を撮影する。
トモ
演 - 小林きな子
鷲津選挙事務所のスタッフ。おしゃべり好きを利用され、選挙事務所の内情を報告する猫田のスパイの役目を果たしていた。
ユミ
演 - 大熊花名実
鷲津選挙事務所のスタッフ。
エミ
演 - 山口智恵
鷲津選挙事務所のスタッフ。ポスターに証紙を貼るよう、選挙スタッフに指示を出す。
鷲津陣営のウグイス嬢
演 - 羽瀬川なぎ、川村凛
千葉県警
演 - 藤田啓介、大河原啓介
選挙違反の通報で貝沼が市議会議員に渡そうとしていた封筒を確認するが、金ではなく選挙用のパンフレットであったため引き上げる。
馬場
演 - 諏訪太朗（第6話・第8話・最終話）
市議会のドン。市議の票の取りまとめに鶴巻が党本部から用立てたグレーな金の500万円を貝沼から受け取るところを千葉県警に発覚しそうになるが、亨が事前に察知し、パンフレットにすり替えていたため難を逃れる。
未成年との淫行を鶴巻に庇い立てされており、体調不良の証拠写真を亨から突き付けられた鶴巻から亨を議員辞職させるべく、亨から賄賂を受け取っていたことを警察に報告するよう命令される。
後に熊谷に取材され、亨から賄賂を渡された経緯を明かし記事にされ、亨が選挙違反で自首したことで事情聴取を受けるが、渡された金を猫ババして分配していなかったことが判明し、亨の選挙違反自体が成立しない可能性が浮上する。
有馬陣営のウグイス嬢
演 - 平井夏貴
元・犬飼陣営御用達のウグイス嬢。選挙を前に有馬陣営に引き抜かれるが、亨と付き合いが長く、有馬が猫田に応援を要請する通話をボイスレコーダーに録音し、スパイとして亨に報告する。
辰吉貴士
演 - 岩谷健司（第9話）
泰生が負傷した歩道橋が管轄の東都署の署長。選挙に当選した亨から泰生の捜査の不備を国会で問題にできると脅されると、事件隠蔽に鶴巻幹事長が関与していることを示唆する。
表向きは依願退職だが、鶴巻により口封じに更迭され実家のある凪野市に引っ越したところを、これまでのキャリアを鶴巻に潰され無能扱いされているのを見つけ出した亨に焚きつけられると、7年前に鴨井文哉の刃傷沙汰を揉み消しに関与しており、今回の文哉による泰生の突き落としも鶴巻に事前に報告したと明かし、熊谷により記事にされる。

#### 第6話
鵜沼
演 - 矢作マサル
「ウィメンズネット東京」に妻を返せと刃物を片手に乗り込んできた男性。鴨井大臣に冷静になるよう諭され、帰宅させられる。
猪原
演 - 大谷幸広
千葉の「いのはら工務店」の社長。融資先の紹介の陳情に議員会館に現れる。亨から「すみれ銀行」の千葉支店長を紹介され、融資を受ける。
女性インタビュアー
演 - 宇佐美菜穂
鷹野副幹事長の紹介の元、民政党の1年生議員を「民政党チャンネル」で取材するインタビュアー。
交通課の制服警官
演 - 西野大作
交通整備を行う交通課の制服警官。鶴巻幹事長の車は直ぐに通すが、鶴巻を尾行する亨の車を誘導して足止めする。
総務局部長
演 - ガラかつとし
民政党の総務局部長。泰生が負傷した10月4日の鶴巻幹事長の動向を探るため、幹事長室前の監視カメラの映像を提出するよう、竜崎総理の指示と亨から要請される。

#### 第7話
鴨井文哉（かもい ふみや）〈25〉
演 - 味方良介（第8話）
鴨井大臣の息子。鴨井大臣と鶴巻幹事長の密会の様子から、亨に泰生を突き落とした「帽子を被った男性」ではないかと推測される。
無口で穏やかな人物だが、一度切れると暴力の衝動を抑えられなくなる性分で、7年前に高校の同級生にカッターナイフで切りかかる刃傷沙汰を起こしている。
後に事件を目撃した女性を熊谷が探し当て、彼女の証言から泰生を歩道橋から突き落とした真犯人であった確証を得る。
犯行が突き止められると泰生の病室を訪れ、バイトで連勤し、クレーム客の対応を終え夜勤明けでやっとバスに座れたところを泰生に高齢者に席を譲るように言われたことに腹を立て、歩道橋から突き落としたと謝罪する。目撃者がいたのに警察が捜査に来ないことから母親が事件を揉み消したと察し、母がスキャンダルに巻き込まれないように警察に出頭することをためらっていた。
怒りの衝動をコントロールするためにアンガーマネジメントのカウンセリングに通っていたが、泰生への怒りを抑えきれなかった。
鴨井文哉の住むアパートの隣人
演 - 針原滋
鴨井文哉の住むアパートを調査のために夜中に物色する蛯沢を発見し、周囲に大声で泥棒と叫び警戒する。
茂木
演 - 東出薫
ファミレス「ダイナ」の店員。蛍原から鴨井文哉がバイトをしていないかと尋ねられると、彼はもう辞めたと告げる。また、シフトを代わってくれる無口で穏やかな人物であったと明かす。
象山
演 - 数ヒロキ
泰生の突き落とし事件の警察への通報者。熊谷が探し当て、事件当時の状況を確認すると、近くにいたOL風の女性が「帽子を被った男」が泰生を突き落としたと叫んでいたと証言する。
鯨谷美也
演 - 冨手麻妙（第8話）
泰生の突き落とし事件の目撃者。週刊誌に熊谷が「帽子を被った男」についての記事を掲載したことで、亨の元を訪れる。事件目撃時、外せない仕事があるためその場を立ち去っていた。
鴨井大臣と接触を図り、突き落とし事件の現場に落ちていた犯人の帽子を警察に提出すると告げ200万円を要求し、鴨井に金を支払うと言わせるが、亨に先に懐柔された上で鴨井の口から息子の文哉を庇っていることを白状させるための芝居であった。

#### 第8話
朱雀
演 - 松角洋平（第9話）
娘がいじめ被害を受けていた区役所勤務の男性。亨への陳情で教育委員会が動くことになり、亨に謝礼に訪れる。
泰生の突き落とし事件を鶴巻が隠蔽している疑惑が熊谷に記事で報じられると、亨が親身になっていじめ問題の陳情に応じてくれたことをマスコミの取材で語る。
部下からパワハラで訴えられており、その件で記事になりそうなので差し止めしてもらえないかと亨に相談し、記事を握り潰してもらう。
蟻田和巳
演 - 大場泰正
国内IT企業最大手「デジタルアンツ」の会長。独禁法の改正に自社に有利に働くよう民政党を支援する。
労組と揉めて社員を半分にしようと画策している情報を蛍原たちが入手し、対立する社員探しに奔走する。
記者
演 - 錦織大輔（第2話）、生田拓馬（第1話・第2話）
ぶら下がり取材する総理の番記者。総理がそれまでと打って変わって唐突に鷲津亨の話をしだしたので、訝しむ。
記者
演 - 田村智浩、太田彩香
竜崎総理が泰生の事件で警察が動かないことを疑問視し、SNSでそのことに同調する発信した可南子を取材する。
鶴巻紀次〈42〉
演 - 尾関伸次（第10話）
鶴巻幹事長の次男。コンサル会社「グルース・コンサルティング」の経営者。会社は一部屋の事務所を構えているだけで、父に裏金を渡すためのペーパーカンパニーと見られている。
父の肝入りの九州新空港の工事で土砂を運搬する任意団体「安全運搬協議会」に顧問として関わり、月2万円を徴収し、500台のトラックで年1.2億円、4年で4.8億円の現金をプールしていた疑惑を亨に掴まれる。
理学療法士
演 - 辻京太
泰生のリハビリ計画を伝えに病室を訪問する。
蜂尾佑
演 - 山本圭祐
「デジタルアンツ」の経理課長。自社が蟻田のワンマン経営に異を唱えるとリストラになる社風で、自分はリストラ候補であると亨に明かす。
亨に「デジタルアンツ」から鶴巻幹事長の息子の会社に3か月の間に多額の金が流れている帳簿を提供するが、亨や鷹野を嵌めるために鶴巻が仕掛けたフェイクの情報であった。

#### 第9話
羊山
演 - 永倉大輔
東都署の辰吉の後任の新署長。泰生の突き落とし事件の捜査に圧力はかかっておらず、監視カメラが削除されたのは担当者の単純ミスであったと亨と可南子に謝罪するが、鶴巻と裏で繋がっていた。
蛭谷敦夫
演 - 小野了（第10話・最終話）
鶴巻の後任の幹事長。鶴巻の傀儡。竜崎総理が反社とのつながりを亨に暴露され辞職すると、彼の後任として総理に選出される。
記者
演 - 田中貴裕
鶴巻の記者会見で「質疑応答はなしですか？」と質す。
亨の囲み取材では「総理と（幹事長と）3人であったんですか？」と質問する。
記者
演 - 平野舞
亨の囲み取材で「総理が幹事長に辞職を迫ったんですか？」と質問する。
記者
演 - 松長ゆり子
総理大臣補佐官となった亨と朱雀を取材する。

#### 第10話
烏丸彩乃
演 - 秋谷百音
「ウィメンズネット東京」に現れた女性。助けを求めるも何も話さず出ていったため可南子に呼び止められ、性被害に遭ったことを打ち明ける。
夕実
演 - 三浦理香子（第3話・第5話・最終話）
可南子の友人。悩み事があったようで相談に乗ってくれた可南子に「もう大丈夫と」告げたものの、その後、飛び降り自殺する。
犬童（けんどう）
演 - 森岡豊
亨の大学時代からの友人。東京国税局の職員。亨の依頼で「グルース・コンサルティング」に九州新空港の工事で任意団体「安全運搬協議会」が徴収した金の強制調査が行なわれるとわざとタレこみ、鶴巻の次男が、プールした現金を動かすように仕向ける。
秘書
演 - 大西ユースケ
退職した石亀の後任の鶴巻元幹事長の秘書。

#### 最終話
鮎川
演 - 神保悟志
千葉県警の刑事。前回の衆議院選挙の際、鷲津陣営が票のとりまとめに市議へ賄賂を渡したと蛯沢がタレこんだことを亨に連絡してくる。
男子生徒
演 - 根本拓洋、長谷川寛太、橋本星、西口青翔
通学中、通行料と称して3人がかりで後者の1人の生徒をカツアゲしようとしていたのを、泰生に注意される。
刑事
演 - 青野竜平
千葉県警の刑事。前回の衆議院選挙で市議に賄賂を渡したか、署に呼び出した貝沼を厳しく追及する。
キャスター
演 - 高田衿奈
鷲津の記者会見を生放送した「NEWS ON」のキャスター。
秘書
演 - 松本祐一
議員
演 - 緒口幸信、佑々木優
嫌がらせで時間と場所も知らされず、記者懇談会が終わった後にようやく現れた雛田可南子議員に悪態を付く議員たち。

## スタッフ
- 脚本 - 後藤法子[22]
- 音楽 - 菅野祐悟[22]
- 主題歌 - 香取慎吾×SEVENTEEN「BETTING」（Warner Music Japan）[84][85]
- 技術プロデューサー - 西村武純
- リーガルアドバイザー - 芦原愛一郎
- 監修 - 大泉充彦
- 植物監修 - 露崎史朗（北海道大学）
- 医療監修 - 川嶋寛（埼玉県立小児医療センター）
- オープニングタイトルバック - 熊本直覇、山崎南海子、加藤貴大（EDP）、大越祐介
- オープニング肖像写真 - 内山将二
- プロデューサー - 河西秀幸[22]
- 演出 - 宝来忠昭[22]
- 演出・プロデューサー - 三宅喜重[22]
- 制作著作 - カンテレ

## 放送日程
| 話数                                                                        | 放送日  | サブタイトル                                 | 地デジ番組表                                             | 演出     | 視聴率 |
| --------------------------------------------------------------------------- | ------- | -------------------------------------------- | -------------------------------------------------------- | -------- | ------ |
| 第1話                                                                       | 1月16日 | 弱き者の復讐劇が幕を開ける! 愛する家族を守れ | 草彅剛主演! 議員秘書の復讐エンターテインメントが開幕!    | 三宅喜重 | 9.3%   |
| 第2話                                                                       | 1月23日 | 逆襲の時! パワハラ秘書排除だ                 | 草彅剛主演! 大臣への復讐…まずはパワハラ秘書を排除せよ    | 三宅喜重 | 9.4%   |
| 第3話                                                                       | 1月30日 | ついに激突! 憎き大臣の弱みを暴け             | 遂に宿敵と激突! 決死の罠で大臣から全て奪え! 激動の展開へ | 三宅喜重 | 8.3%   |
| 第4話                                                                       | 2月06日 | 新たな敵で深まる謎....永田町の闇に飛び込め   | 新たな敵で深まる謎…永田町の闇に飛び込んで真相を追え!     | 宝来忠昭 | 8.7%   |
| 第5話                                                                       | 2月13日 | 総選挙が開幕! 下剋上で真相を暴く             | 弱き者の下剋上! 総選挙スタート! 暗躍する総理の狙いは!    | 宝来忠昭 | 8.3%   |
| 第6話                                                                       | 2月20日 | 政治家に転身! 敵は幹事長だ                   | 激突! 強大な幹事長に罠を仕掛けて真相に迫れ!              | 三宅喜重 | 8.2%   |
| 第7話                                                                       | 2月27日 | 真犯人が判明! 政界が隠す事件の真実           | 真犯人が判明! 政界が隠す事件の真実とは? 鴨井大臣を断罪だ | 宝来忠昭 | 8.3%   |
| 第8話                                                                       | 3月06日 | 宿敵との攻防戦! 罪には罰を                   | 罪には罰を! 幹事長との攻防戦は全面戦争へ! 親友の裏切り   | 三宅喜重 | 7.9%   |
| 第9話                                                                       | 3月13日 | 政界が激! 復讐果たす大逆転劇                 | 復讐果たす大逆転! 宿敵に制裁を! 政界に激震…最終章へ      | 宝来忠昭 | 7.9%   |
| 第10話                                                                      | 3月20日 | 復讐される側へ…正体現す裏切り者              | 最終章！復讐される側へ…裏切り者は一体誰だ！？絶体絶命    | 三宅喜重 | 7.6%   |
| 最終話                                                                      | 3月27日 | 権力の闇に射す光は…衝撃の結末へ              | 最終回! 権力の闇に射す光は…衝撃結末へ!さよなら鷲津亨     | 三宅喜重 | 8.7%   |
| 平均視聴率 8.4%（視聴率はビデオリサーチ調べ、関東地区・世帯・リアルタイム） |         |                                              |                                                          |          |        |

- 初回は22時 - 23時9分の15分拡大放送[89]。

## 受賞歴
- 第115回ザテレビジョンドラマアカデミー賞
  - 主演男優賞（草彅剛）[90]